# Сохібкор (футбольний клуб)
Футбольний клуб «Сохібкор» або просто «Сохібкор» — професійний узбецький футбольний клуб з міста Халкабад, в Каракалпакстані.

## Назви клубу
- 1979—1980: «Сохібкор» (Янгіюль)
- 1981—1991: «Сохібкор» (Халкабад)

## Історія
Футбольний клуб «Сохібкор» було засновано в містечку Янгіюль в Ташкентській області в 1979 році.
В 1980 році клуб дебютував у 6-ій зоні Другої ліги чемпіонату СРСР. В 1981 році команда переїхала до міста Халкабад і змінила назву на «Сохібкор» (Халкабад). В 1984 та 1985 роках клуб виходив до фінальної частини ліги, але вийти до першої ліги так і не зумів. В 1986 році розпочав виступи в Кубку СРСР. В другій лізі «Сохібкор» виступав до 1991 року. Після розпаду СРСР клуб припинив своє існування.

## Досягнення
- Кубку СРСР
  - 1/32 фіналу (1): 1989/90

## Відомі гравці
| - / Вадим Абрамов - / Каландар Ахмедов - / Фарід Хабібулін - / Собір Ходієв - / Кодир Ібрагімов - / Олександр Кожухов - / Тохір Мадрахінов - / Абдукахор Маруфалієв - / Сергій Ні | - / Станіслав Носков - / Бахтияр Камбаралієв - / Олександр Саюн - / Сергій Селезньов - / Олексій Семенов - / Олег Синелобов - / Олександр Тіхов - / Володимир Цирін - / Ойбек Усмонходжаєв |

## Відомі тренери
…
- 1982:  Віктор Борисов

…
- 1985—1986:  Євгеній Валицький
- 1987:  В'ячеслав Солохо

…
- 1989:  Яків Капров
- 05.1990–06.1991:  Карім Мумінов
- 06.1991–12.1991:  Нізам Нартаджиєв